# Oncophanes pusillus
Oncophanes pusillus är en stekelart som beskrevs av Muesebeck 1967. Oncophanes pusillus ingår i släktet Oncophanes och familjen bracksteklar. Inga underarter finns listade i Catalogue of Life.